# Trachelomonas oblonga
Trachelomonas oblonga is een soort in de taxonomische indeling van de Euglenozoa. Deze micro-organismen zijn eencellig en meestal rond de 15-40 mm groot. Het organisme komt uit het geslacht Trachelomonas en behoort tot de familie Euglenaceae. Trachelomonas oblonga werd in 1899 ontdekt door Lemmermann.